# 柳瀬村 (埼玉県)
柳瀬村（やなせむら）は、埼玉県入間郡にあった村。現在の所沢市東部にあたり、1955年に三ヶ島村とともに所沢市へ編入され消滅した。

## 地理
現在の所沢市坂之下、城、南永井、亀ヶ谷、日比田、本郷、東所沢、東所沢和田の一部が、ほぼ旧村域にあたる。
- 河川
  - 東川
  - 柳瀬川

### 隣接していた自治体
（括弧内は現在の自治体）
- 埼玉県
  - 所沢市
  - 入間郡
    - 三芳村（三芳町）

  - 北足立郡
    - 新座町（新座市）
- 東京都
  - 北多摩郡
    - 清瀬町（清瀬市）

## 歴史
- 1889年（明治22年）4月1日 - 町村制施行に伴い、坂之下村、城村、南永井村、亀ヶ谷村、日比田村、本郷村が合併し発足。
- 1955年（昭和30年）4月1日 - 所沢市へ編入。同日柳瀬村廃止。